# 189 f.Kr.

## Händelser

### Efter plats

#### Romerska republiken
- Cato den äldre kritiserar konsuln Marcus Fulvius Nobilior för att han belönar romerska soldater, när de bara utför vanliga sysslor, som att exempelvis gräva brunnar.

#### Grekland
- Då Antiochos III har blivit besegrad av romarna i slaget vid Magnesia blir det aitoliska förbundet berövat sin viktigaste utländske allierade, vilket gör det omöjligt för det att ensamt stå emot Rom. Förbundet tvingas underteckna ett fredsfördrag med Rom, vilket gör det till Roms underlydande allierade. Trots att förbundet fortsätter att existera till namnet, bryts dess makt genom detta fördrag och det utövar aldrig igen någon viktig politisk eller militär makt.

#### Mindre Asien
- Romarna (under konsul Gnaeus Manlius Vulsos befäl) besegrar, tillsammans med en pergamesisk armé under Eumenes II:s befäl, galatierna i Anatolien och gör dem till Pergamons undersåtar.
- Staden Filadelfia (nuvarande Alaşehir i Turkiet) grundas av kung Eumenes II av Pergamon. Eumenes uppkallar staden efter sin bror Attalos II av Pergamon, vars lojalitet ger honom smeknamnet "Filadelfos", vilket betyder "en som älskar sin broder".

## Avlidna
- Zhang Liang, kinesisk rebell och taoist, som har hjälpt Liu Bang att grunda Handynastin